# Sønderborg Kommune
Die Sønderborg Kommune (deutsch Kommune Sonderburg) ist eine dänische Kommune in der Region Syddanmark.
Entstanden ist sie anlässlich der seit 2002 forcierten Strukturreform in Dänemark. Seit dem 1. Januar 2007 besteht die neue Großkommune aus der „alten“ Sønderborg Kommune sowie den bisherigen Kommunen Gråsten (dt.: Gravenstein), Broager (dt.: Broacker), Sundeved (dt.: Sundewitt), Sydals (dt.: Südalsen), Augustenborg (dt.: Augustenburg) und Nordborg (dt.: Norburg). Sie umfasst damit die gesamte Insel Als (dt.: Alsen) und den größten Teil der Halbinsel Sundeved (dt.: Sundewitt) und ist also größer als das frühere Sønderborg Amt (1920–32) (das Gebiet der späteren Gråsten Kommune gehörte zum Åbenrå Amt) und der Kreis Sonderburg (1869–1920). Am 1. Januar 2023 lebten in der Kommune 74.380 Einwohner. Sitz der Verwaltung ist Sønderborg.

## Kirchspielsgemeinden und Ortschaften in der Kommune
Auf dem 496,50 km² großen Gemeindegebiet liegen die folgenden Kirchspielsgemeinden (dän.: Sogn) und Ortschaften mit über 200 Einwohnern (byer nach Definition der dänischen Statistikbehörde); Einwohnerzahl am 1. Januar 2023, bei einer eingetragenen Einwohnerzahl von Null hatte der Ort in der Vergangenheit mehr als 200 Einwohner:
|       | Kirchspiel                       | Einwohner               | Ortschaft                                                      | Einwohner       |
| ----- | -------------------------------- | ----------------------- | -------------------------------------------------------------- | --------------- |
| 12    | Asserballe Sogn                  | 824                     | Asserballe (Atzerballlig)                                      | 266             |
| 10    | Augustenborg Sogn                | 2.378                   | Augustenborg (Augustenburg)                                    | 3.160           |
| 23    | Broager Sogn                     | 4.641                   | Broager (Broacker) Skelde (Schelde) Skodsbøl (b) (Schottsbüll) | 3.277 267 < 200 |
| 19 18 | Christians Sogn Sankt Marie Sogn | 11.032 10.210           | Sønderborg (Sonderburg)                                        | 28.137          |
| 17    | Dybbøl Sogn                      | 4.432                   | Dybbøl (Düppel)                                                | 2.356           |
| 05    | Egen Sogn                        | 2.899                   | Guderup                                                        | 2.416           |
| 22    | Egernsund Sogn                   | 1.542                   | Egernsund (Ekensund)                                           | 1.461           |
| -     | Felsted Sogn (a)                 | 1. Januar 2008: 00.0 26 |                                                                |                 |
| 15    | Gråsten-Adsbøl Sogn              | 3.363                   | Adsbøl (Atzbüll) Gråsten (Gravenstein)                         | 323 4.365       |
| 03    | Havnbjerg Sogn                   | 3.020                   | (heute zu Nordborg)                                            |                 |
| 20    | Hørup Sogn                       | 3.396                   | Høruphav (Höruphaff) Kirke Hørup (Hörup-Kirche)                | 2.706 250       |
| 24    | Kegnæs Sogn                      | 563                     |                                                                |                 |
| 11    | Ketting Sogn                     | 1.312                   | Ketting (b)                                                    | < 200           |
| 13    | Kværs Sogn                       | 969                     | Kværs (Quars) Tørsbøl (Törsbüll)                               | 380 241         |
| 25    | Lysabild Sogn                    | 1.420                   | Lysabild (Lysabbel) Skovby (Schauby)                           | 507 309         |
| 01    | Nordborg Sogn                    | 3.728                   | Nordborg (Norburg) Holm                                        | 5.759 396       |
| 06    | Notmark Sogn                     | 1.492                   | Fynshav (Fühnenshaff) Hundslev (Hundsleben)                    | 801 355         |
| 16    | Nybøl Sogn                       | 1.381                   | Nybøl (Nübel)                                                  | 1.146           |
| 02    | Oksbøl Sogn                      | 734                     | Oksbøl (Oxbüll)                                                | 399             |
| 14    | Rinkenæs Sogn                    | 2.599                   | Rinkenæs (Rinkenis)                                            | 1.240           |
| 08    | Sottrup Sogn                     | 1.997                   | Vester Sottrup (Wester Satrup)                                 | 1.442           |
| 04    | Svenstrup Sogn                   | 1.191                   | Svenstrup (Schwenstrup) Stevning                               | 597 406         |
| 21    | Tandslet Sogn                    | 1.062                   | Tandslet                                                       | 625             |
| 09    | Ulkebøl Sogn                     | 5.827                   | Kær (Kjär) (teilw. Sønderborg)                                 | 295             |
| 07    | Ullerup Sogn                     | 1.649                   | Ullerup (Ulderup) Avnbøl (Auenbüll) Blans                      | 363 367 485     |

## Bürgermeister
| Name                | Partei                  | Amtsantritt  |
| ------------------- | ----------------------- | ------------ |
| Jan Prokopek Jensen | Socialdemokraterne      | 1. Jan. 2007 |
| Aase Nyegaard       | Fælleslisten Sønderborg | 1. Jan. 2010 |
| Erik Lauritzen      | Socialdemokraterne      | 1. Jan. 2014 |